# Космос-1921
Космос-1921 је један од преко 2400 совјетских вјештачких сателита лансираних у оквиру програма Космос.
Космос-1921 је лансиран са космодрома Тјуратам, Бајконур, СССР, 19. фебруара 1988. Ракета-носач Сојуз је поставила сателит у орбиту око планете Земље. Маса сателита при лансирању је износила 6300 килограма. Космос-1921 је био војни сателит за фотографску картографију.